# Архон (Северная Осетия)
Архо́н (осет. Æрхон) — село в Алагирском районе Республики Северная Осетия-Алания. Входит в состав Мизурского сельского поселения. 

## Географическое положение
Село расположено в центральной части Алагирском районе, на правом берегу реки Архондон. Находится в 9 км к юго-востоку от центра сельского поселения Мизур, в 30 км к югу от районного центра Алагир и в 67 км к юго-западу от Владикавказа. 

## Этимология
Название села, по мнению А. Д. Цагаевой, произошло от осетинского слова æрх — «балка, овраг». Это подтверждается тем, что Архон расположен на берегах крутых обрывов и глубоких балок.

## История
До начала XX века, Архон являлся одним из крупных селений в горной Осетии. 
К середине XIX века в селе числилось 54 дворов, в которых проживало 578 человек. Село состояло из 4 родовых кварталов: Кигр (осет. Хъигър), Бусартовых (осет. Бусæртæ сых), Икаевых (осет. Икъатæ) и Цомаевых  (осет. Цамайтæ). 
В 1886 году в селе числилось 72 дворов количество дворов,в которых жило 590 человек осетин простого сословия. Основным занятием жителей села было скотоводство, приусадебное земледелие, а также разработки на горно-рудных разработках в окрестностях села. К 1910 году в селе уже проживало около 700 человек. 
13 октября 1922 года в селе произошло сильное землетрясение. Комиссия обследовавшее село в 1923 году, в своем докладе указывала: «29.06.1923 обследовано село Архон. До 80 дворов-хозяйств. Разрушено до 40 зданий горского типа. 60 семей покинули свои пепелища и ушли на плоскость. Недвижимое имущество, оставленное в горах, оценивается в 24000 руб. Недобор урожая оценивается в 3200 руб.».

## Галерея

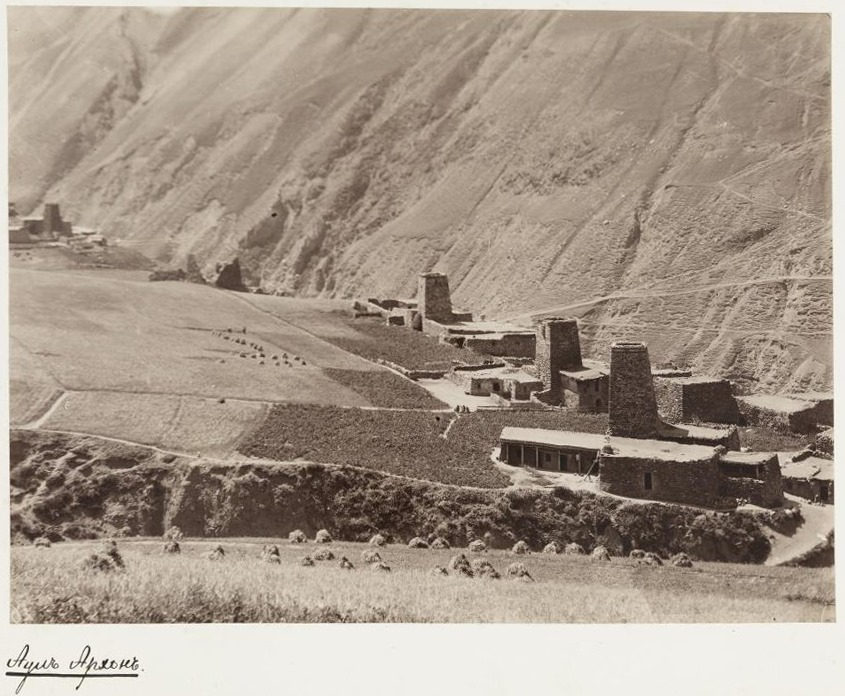
Иван Липовой. Аулъ Архонъ (1890-е годы)

## Население
| 2002 | 2010 | 2021 |
| ---- | ---- | ---- |
| 23   | ↘10  | ↗22  |

## Топографические карты
- Лист карты K-38-29 Алагир. Масштаб: 1 : 100 000. Состояние местности на 1984 год. Издание 1988 г.